# آرسیلا (کالیفرنیا)
آرسیلا (به انگلیسی: Arcilla) یک منطقهٔ مسکونی در ایالات متحده آمریکا است که در شهرستان ریورساید، کالیفرنیا واقع شده‌است. آرسیلا ۲۹۲ متر بالاتر از سطح دریا قرار دارد.